# Branko Kubala
Branislav Kubala Daučík (Ipolyság, Csehszlovákia, 1949. január 10. – Reus, 2018. február 25.) spanyol labdarúgó, csatár. Kubala László labdarúgó legidősebb fia.

## Pályafutása
1949. január 19-én született Ipolyságon, Csehszlovákiában. Ezután Magyarországra, majd kilenc hónapos korában Spanyolországba került családjával. 1961-ben a Real Betis, 1962 és 1964 között az olasz AC Milan korosztályos csapatában kezdte a labdarúgást.
1964–65-ben az Espanyol csapatában mutatkozott be az élvonalban, ahol apja, Kubala László volt a vezetőedző. 1965 és 1967 között a Sabadell együttesében szerepelt. 1967-ben apja a kanadai Toronto Falcons játékosedzője volt és Branko Kubala is ideszerződött unokatestvérével Yanko Daučíkkal együtt. 1968-ban az amerikai St. Louis Stars és a Dallas Tornado csapatában is szerepelt.
1970–71-ben a Cartagena, a következő idényben a Sant Andreu, 1972–73-ban az Atlético Malagueño labdarúgója volt. Pályafutása alatt végig apja tehetségéhez, teljesítményéhez hasonlították és ennek az elvárásnak nem tudott megfelelni ezért 1973-ban 24 évesen visszavonult a profi labdarúgástól.
2018. február 25-én hunyt el.